# Takeshi's Castle
Takeshi's Castle (風雲!たけし城?, Fūun! Takeshi-jō, lett. "Turbolenza! Il castello di Takeshi") è stato un programma televisivo giapponese. Ideato dal regista e attore Takeshi Kitano, è stato prodotto e trasmesso dal 2 maggio 1986 al 14 aprile 1989.

## Il programma
Un gruppo di 100 concorrenti, capitanati dal Generale Lee (interpretato da Hayato Tani), deve affrontare una serie di prove di resistenza. Coloro che riescono a superare tutte le prove andranno a sfidare il conte Takeshi (interpretato dallo stesso Kitano) e i suoi sgherri in una prova finale che consiste nell'assalto al suo castello. Per colui che conquista il castello di Takeshi è previsto un premio di 1 milione di yen.
Ci sono state un totale di 103 sfide diverse l'una dall'altra, alcune giocate una sola volta, alcune più volte. Ogni "episodio" consisteva in circa 10 diverse sfide.

## Episodi

### Versione originale
Gli episodi totali sono stati 133, originariamente andati in onda in Giappone circa fra il 1986 ed il 1989. Alcuni episodi erano dedicati a temi speciali, quali coppie, genitore-figlio, bambini, adolescenti ed episodi solamente femminili. Data la natura confusionaria delle regole del gioco e della messa in onda delle puntate sul mercato occidentale, è credenza comune che solo 8 persone abbiano "espugnato" il castello del conte Takeshi, aggiudicandosi il premio di 1 milione di yen. In realtà i vincitori sono stati molti di più: inoltre, in ogni puntata veniva premiato il concorrente più "valoroso", che era considerato a sua volta vincitore dell'episodio (ma non necessariamente del montepremi).

### Versioni britannica e italiana
La distribuzione italiana del gioco, fatta eccezione per Mai Dire Banzai (dove alcuni frammenti del programma erano inframezzati con quelli dell'altro programma nipponico The Gaman) non seguiva l'ordine cronologico degli episodi ma quella britannica dove sono state create varie "Serie". Le prime due serie sono state trasmesse nel seguente ordine:
| Serie   | Episodi originali                                                              | Commentatori italiani | Commentatori italiani | Commentatori italiani | Reti televisive   |
| ------- | ------------------------------------------------------------------------------ | --------------------- | --------------------- | --------------------- | ----------------- |
| Serie 1 | 12, 36, 75, 83-85, 87, 89, 90-100, 104-105, 107-113, 115, 117-127              | Lillo                 | Greg                  | Germana Pasquero      | Fox Kids, K2, GXT |
| Serie 2 | 1, 3, 5, 7, 9, 11, 29-35, 37-40, 42-44, 46, 48, 50, 52, 54, 56, 58, 60, 63, 65 | Marco Marzocca        | Stefano Sarcinelli    | -                     | Rete 7, K2, GXT   |

Dopodiché diversi conduttori si sono prestati negli anni a commentare le puntate, tuttavia senza un indicato ordine preciso:
- Faber Cucchetti e Roberto Ciufoli: GXT;
- Teo Mammucari, Juliana Moreira e il duo Billo e Spaghetto: GXT;
- Claudio Guerrini e Tamara Taylor: GXT
- Trio Medusa: GXT e K2; dal 2018 Comedy Central
- Francesca Bonfanti e Stefano Valvo: GXT;
- Roberto Stocchi e Francesca Draghetti: Cartoon Network e Boing;
- Fiammetta Cicogna e Federico Russo: Cartoon Network e Boing;
- Rossella Brescia, Max Pagani e Barty Colucci: Cartoon Network e Boing.

## Personaggi
Oltre a Takeshi, ai concorrenti e al generale Lee vi sono diversi altri personaggi che appaiono nello show mascherati ad esempio da demoni, lottatori e gangster con lo scopo di spaventare ed ostacolare i concorrenti.
Il capo dei nemici era il Conte Takeshi (interpretato da Takeshi Kitano), possessore del castello e nemico finale di ogni puntata nel gioco Show Down. In Italia è stato sempre mantenuto il suo nome originale tranne che in Mai dire Banzai, dove era conosciuto come "Gennaro Olivieri".

### Sgherri del Conte Takeshi
Gli sgherri del conte Takeshi avevano il compito, in diversi modi, di ostacolare il cammino dei concorrenti verso la conquista del castello, fra cui le "Guardie Smeraldo", definizione comune per i membri del "Corpo di Takeshi" (たけし軍団?, Takeshi gundan), formato dagli sgherri che indossano un vestito color verde smeraldo (talvolta bianco). Ecco invece i nemici comuni:
- Kibaji Tankobo (nato il 4 gennaio 1950[3]): attore, nonché sgherro di Takeshi, appare spesso nel corso dei giochi. Indossa una parrucca rossa di capelli lunghi.
- Shozo "Strong" Kobayashi (nato il 15 dicembre 1940, morto il 31 dicembre 2021[4]): ex wrestler e sgherro pelato, appare spesso in coppia con Tankobo.
- Brad "Animal" Lesley (nato l'11 settembre 1958, morto il 28 aprile 2013[5]): ex giocatore di baseball, viene visto sovente nei giochi, spesso vestito da samurai.
- Sonomanma Higashi, alias di Hideo Hagashikokubaru (nato il 16 settembre 1957): attore e politico, inizialmente era il leader delle Guardie Smeraldo, ma successivamente ha rimpiazzato Ishikura come consigliere di Takeshi a metà trasmissione del programma.
- Michiru Jo (nato il 18 novembre 1957): attore e cantante, interpretava uno sgherro "buono" e simpatico.
- Yousichi Shimada (nato il 10 febbraio 1950): attore, interpretava uno sgherro spesso vestito da pellerossa, spesso presente nel gioco Wipe Out.
- Ueda Umanosuke (nato il 20 giugno 1940, morto il 21 dicembre 2011[6]): ex wrestler, appariva spesso nel gioco Sumo Rings, riconoscibile per i suoi capelli biondi.
- Masanori Keokada: attore, sgherro pelato che appariva spesso nel gioco Slip Way, lanciando i concorrenti in acqua.
- Shoji e Shoichi Kinoshita, detti "Popcorn": gemelli vestiti con poncho e bombetta, spesso presenti come sgherri "buoni".
- Shinoburyo: lottatore sumo, il lottatore più ostico del gioco Sumo Rings.

### Aiutanti dei concorrenti
- Generale Tani, interpretato da Hayato Tani: è colui che dirige ogni prova e cerca, con i concorrenti rimasti alla fine del gioco, di sconfiggere Takeshi ed i suoi sgherri. Indossa due uniformi, una bianca (periodo estivo) ed una nera (periodo invernale). Ogni volta che comincia un gioco grida "Ike!" (行け!?, Ike!), traducibile in italiano come "Andiamo!". Conosciuto anche come "Generale Lee" in Italia, Gran Bretagna e India. Nel riadattamento americano Most Extreme Elimination Challenge (MXC) è stato rinominato "Capitano Tenneal" (gioco di parole con il nome del gruppo musicale Captain & Tennille).
- Assistente di Tani: nelle puntate con concorrenti da tutto il mondo, il Generale Tani veniva assistito da una donna, che faceva anche da traduttrice.

## Rifacimenti del programma
Il successo riscosso dal programma ha fatto in modo che diversi stati producessero dei rifacimenti di Takeshi's Castle.
- Brasile:
  - Olimpíadas do Faustão (Rede Globo, anni novanta)
  - Silvio Santos (SBT, 2008)
- Germania: Entern oder Kentern (RTL, 2007)
- Indonesia
- Stati Uniti:
  - King of the Mountain (FOX, speciale di mezz'ora andato in onda il 28 luglio 1990)
  - Storm the Castle (CBS, speciale di un'ora andato in onda il 16 giugno 1993)
- Taiwan: 百戰百勝
- Thailandia

## Musiche
In Takeshi's Castle vengono utilizzate una grande varietà di brani, che spesso sono presi anche da film, programmi televisivi, serie televisive, videogiochi ed anime. Tutte queste canzoni si possono sentire come sottofondo durante le sfide.

## Il revival di Prime Video
Nel 2022 è stato annunciato che la piattaforma Amazon Prime Video è pronta per fare un revival della serie, disponibile dall'anno successivo.
Il 1º aprile 2023 viene annunciato che il reboot uscirà sulla piattaforma il successivo 21 aprile, distribuendo al contempo il primo trailer, con una stagione composta da 8 episodi. Il reboot è stato reso disponibile in Italia, sempre su Prime Video e sottotitolato, a partire dal successivo 25 luglio.